# San Juan de Lopecancha (distrito)
San Juan de Lopecancha é um distrito peruano localizado na Província de Luya, departamento Amazonas. Sua capital é a cidade de San Juan de Lopecancha.

## Transporte
O distrito de San Juan de Lopecancha não é servido pelo sistema de estradas terrestres do Peru.